# 115e division d'infanterie (France)
La 115e division d'infanterie est une division d'infanterie de réserve de l'Armée de terre française. Elle a existé sur le terrain en septembre 1978 lors d'un exercice de mobilisation.

## Historique
Elle est formée à partir des anciens cadres et appelés de la 15e division d'infanterie,.
Lors de l'exercice Sarigue de 1978, elle manœuvre six jours dans la région de Sarlat-la-Canéda avec 200 officiers, 650 sous-officiers et 3 500 militaires du rang. Elle est également mobilisée en 1983.
Elle est constituée des unités suivantes :
- 144e régiment d'infanterie du camp de Souge (issu du 57e régiment d'infanterie),

- 100e régiment d'infanterie de Brive-la-Gaillarde (issu du 126e régiment d'infanterie),
- 15e régiment d'infanterie d'Albi (issu du 22e régiment d'infanterie de marine),
- 9e régiment de chasseurs de Périgueux (issu du 5e régiment de chasseurs),
- 115e régiment de commandement et de soutien de Limoges (issu du 15e régiment de commandement et de soutien),
- 165e compagnie du génie militaire de Limoges (issue de la 65e compagnie du génie militaire).

En 1983, elle devient une brigade de zone, tout en conservant sa mission de défense opérationnelle du territoire. Elle est alors constituée ainsi :
- 115e régiment de commandement et de soutien
- 9e régiment de chasseurs
- 18e régiment d'infanterie
- 34e régiment d'infanterie
- 165e et 175e compagnies du génie.

En 1992, elle devient 115e brigade régionale de défense et est dissoute en 1993[réf. souhaitée].